# Havasi cincér
A havasi cincér (Rosalia alpina) a rovarok (Insecta) osztályának bogarak (Coleoptera) rendjébe, ezen belül a mindenevő bogarak (Polyphaga) alrendjébe és a cincérfélék (Cerambycidae) családjába tartozó faj.
2019-ben Magyarországon az „Év rovara”.

## Előfordulása
A havasi cincér előfordulási területe az Ibériai-félszigettől egészen a Kaukázus hegységig tart. Közép-Európában már sok helyütt kipusztult. Rendszeresen előfordul még Magyarországon és Dél-Európában valamint Szlovákia keleti részén. Ritka és védett faj. Élete az idős fákhoz kötött.
Magyarországon elsősorban a Dunántúli-középhegység, a Mecsek, illetve a Dunántúli-dombság bükköseiben is találkozhatunk vele. Az Északi-középhegység egyes részein is gyakori.

## Megjelenése
A havasi cincér 1,5-3,8 centiméter hosszú. Európa egyik legszebb bogara. Sűrű, kék vagy kékesszürke szőrzete és a szárnyfedőkön, valamint az előháton látható bársonyfekete rajzolata alapján összetéveszthetetlen. A hím csápja hosszabb, mint a teste, a nőstényé körülbelül testhosszúságú. A csápok ízeinek végét fekete szőrkoszorú övezi.

## Életmódja
A havasi cincér dombságok és középhegységek öreg lomberdeiben található meg (nevével ellentétben tehát nem a "havasok" lakója). Közép-Európában bükkön él, délen kőrisen, dión és gyertyánon is.

## Szaporodása

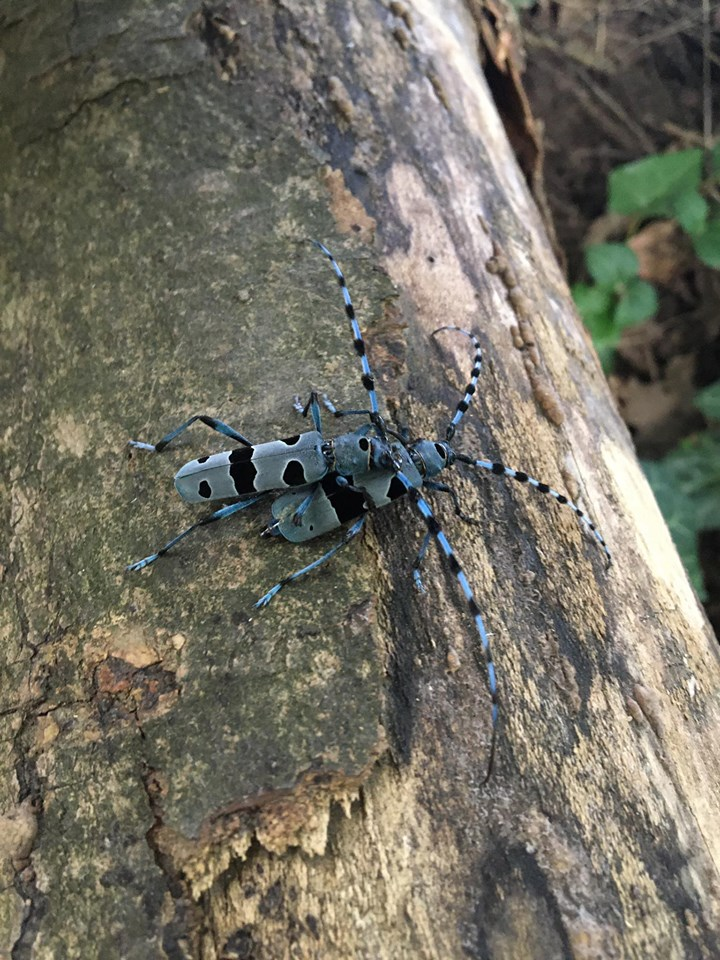
Havasi cincérek párosodás közben

A nőstény elhalt, de napsütötte bükktörzsek meglazult kérge alá rakja petéit. A lárvák több év múlva néhány centiméter mélyen a törzs felszíne alatt bábozódnak be. Az imágók júniustól szeptemberig láthatók bükkfarakásokon, elhalt bükkfákon. A hímek a nappali forróságban különösen aktívak, és hevesen védelmezik a területüket. Ilyenkor repülnek is. A nőstények kevésbé mozgékonyak. Az imágók zavarás esetén (pl. megfogásukkor) cirpelő hangot adnak ki úgy, hogy az előtor és a középtor egymást átfedő recézett felületeit összedörzsölik.

## Egyéb
A havasi cincér a Duna–Ipoly Nemzeti Park címerállata.